# Caumatología

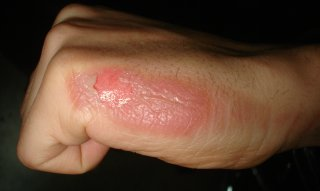
Quemaduras de primer grado

La caumatología es una rama de la medicina que se ocupa del estudio, tratamiento y el seguimiento de las secuelas de las quemaduras y los efectos que estas producen en la piel del paciente. El especialista es conocido como caumatólogo.

## Introducción
Estadísticamente, una de las urgencias médicas que más se dan en cualquier centro de atención primaria o en los hospitales de urgencias, son los accidentes por quemaduras principalmente en el ámbito del hogar. En estos casos, la rapidez con que son atendidos incide directamente en la eficacia de las primeras curas, y en las posteriores.
Los accidentes más habituales son quemaduras a causa del aceite de la freidora, la plancha que tocó alguna parte del cuerpo, el agua caliente del té o la manzanilla, la sopa preparada para servir, los fósforos, que dejó al alcance de los niños de la casa y jugaron con ellos o, una de los más persistentes, el desincrustante del baño que se utilizó, por error, para lavarse las manos.
Este hecho, el de ser una de las primeras causas de accidente doméstico, obliga a que los centros médicos dispongan de especialistas en la materia, ya que, en la mayoría de los casos, el médico o enfermero encargado de la atención, no es un experto.
Las quemaduras eléctricas, mucho menos frecuentes en hogar, cuando se dan con consideradas como de extrema gravedad. Mención aparte merecen las quemaduras por descargas de rayos, que por lo general acaban con la muerte del afectado.